# Nøddekrige
Nøddekrigen (Nucifraga caryocatactes) er en kragefugl på størrelse med Skovskaden. Den yngler i områder med nåleskov i det sydlige Norge og Sverige, i Centraleuropa, i det nordlige Rusland og Sibirien til Stillehavskysten, i Japan og i et område ned gennem Kina til Himalaya. Fuglen er en sjælden træk- og vintergæst i Danmark.   På den danske rødliste 2019 angives at den som uddød som ynglefugl  i Danmark.